# 自管马克思主义
自管马克思主义（法語：Marxisme autogestionnaire）是马克思主义的一个流派，主张废除资本主义并建立一种基于自治管理的社会主义社会，这种社会将与现有社会截然不同。
其主要代表人物包括伊冯·布尔代、阿兰·吉耶尔姆和尼尔多·维亚纳。1970年—1979年，法国有一份《自治管理与社会主义》杂志。伊冯·布尔代在该杂志上写道，当卡尔·马克思在1848年的《共产党宣言》中主张“每个人的自由发展是一切人的自由发展的条件”时，他“已经给出了一个自治管理社会的准确定义”。